# Киргизстан на зимових Олімпійських іграх 2010
Киргизстан на зимових Олімпійських іграх 2010 представлена 2 спортсменами в 2 видах спорту.

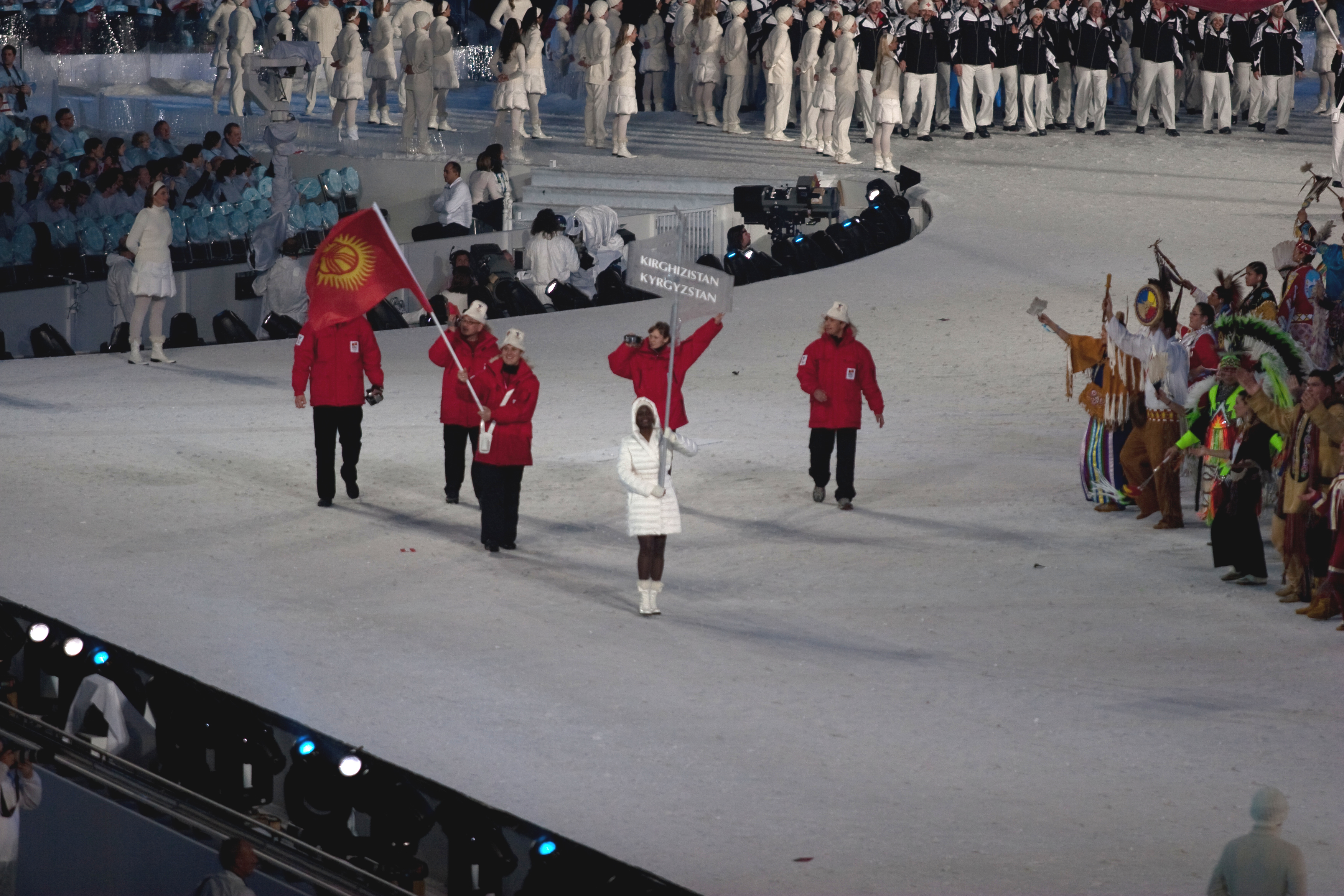
Збірна Киргизстану під час Параду націй на церемонії відкриття Олімпіади